# Franz Mozart

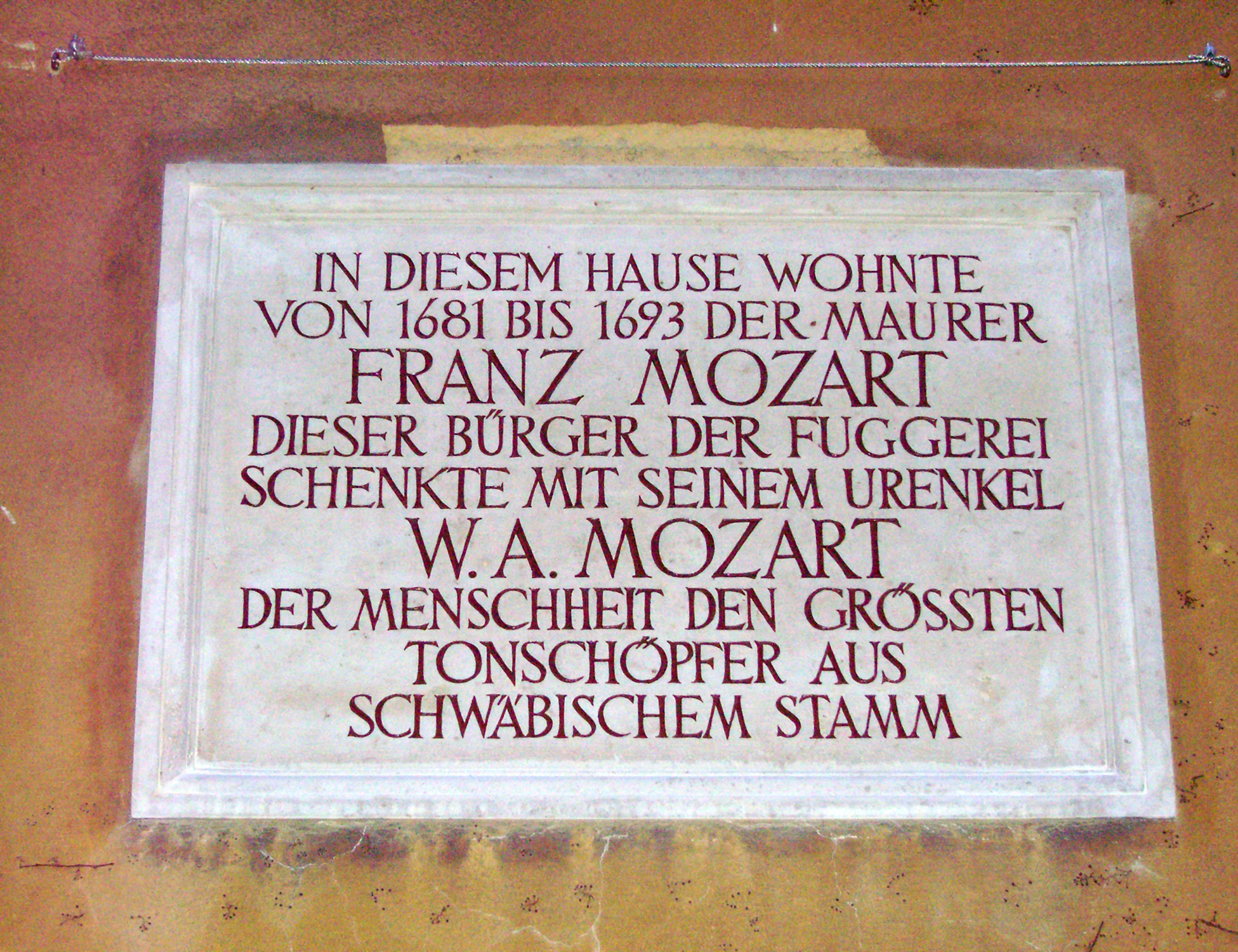
Pamětní deska na domě Franze Mozarta ve Fuggerei

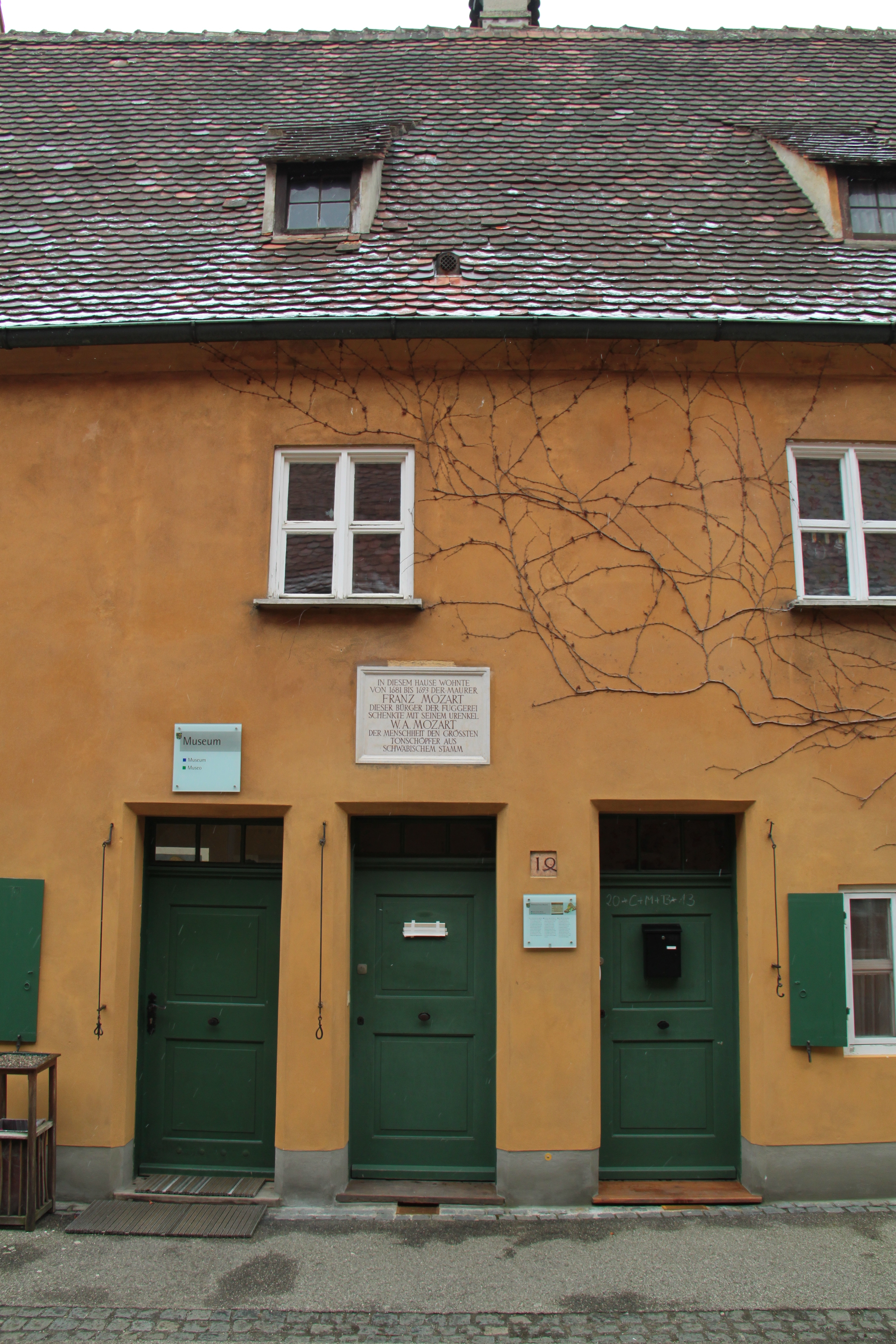
Dům Franze Mozarta ve Fuggerei

Franz Mozart (3. října 1649 Augsburg - 1693 či 1694? Augsburg) byl německý zedník, otec knihaře Johanna Georga Mozarta, dědeček Leopolda Mozarta a pradědeček Wolfganga Amadeusa Mozarta. Pracoval jako zednický mistr a od roku 1681 žil ve Fuggerei.

## Život
Narodil se v Augsburgu, jeho otcem byl stavební mistr David Mozart, který se během třicetileté války přistěhoval do Augsburgu. Jako předchůdce uměleckého rodu Mozartů v oblasti Augsburgu postavil několik sakrálních staveb a pracoval pro šlechtický rod Fuggerů. Zatímco jeho bratr Hans Georg Mozart si jako mistr augsburské katedrální kapituly dokázal vydobýt pověst, která přetrvala dodnes, o Franzovi Mozartovi se dochovalo jen několik málo dokumentů, které lze přiřadit k jeho stavebnímu dílu. Nejstarší z Mozartových bratrů, Daniel Mozart byl rovněž zedníkem, ale o jeho činnosti se nedochovaly žádné bližší informace. Mladší Franzův bratr David Mozart vstoupil do řádu a nejmladší bratr Johann Michael se stal sochařem ve Vídni. Franz Mozart měl také čtyři sestry.

### Kariéra
Předpokládá se, že Franz Mozart, stejně jako jeho bratr Hans Georg, se vyučil u svého otce Davida Mozarta. Během této doby došlo k události, která mohla mít, a možná i měla, vážné důsledky pro zbytek Mozartova života. V roce 1677 pomohl Franz Mozart pohřbít tělo popravčího sluhy, který byl v té době považován za nečestného. To mohlo vést ke ztrátě vážnosti a v důsledku toho k nedostatku stavebních zakázek. V roce 1681 Mozart úspěšně složil mistrovskou zkoušku na zedníka. Ve stejném roce se přestěhoval do Fuggerei. Jako stavební mistr byl až do své smrti zodpovědný za stavební projekty v této osadě.
Někteří autoři považují Franzovo přestěhování do nejstaršího komplexu pro sociální bydlení ve Fuggerei, které bylo osadou pro neprivilegované, jako náznak Mozartova zbídačení a předpokládají, že příčinou byla ztráta občanské vážnosti v důsledku neoprávněného pohřbu popravčího sluhy během jeho učení. Domněnce, že ztratil občanskou vážnost, však odporuje skutečnost, že se dotyčného pohřbu zúčastnil i jeho bratr Hans Georg Mozart, který se ve svém rodišti stal velmi úspěšným. Augsburský historik Adolf Layer předpokládá, že Mozartovo postavení zedníka a stavitele vedlo k zajištěnému živobytí prostřednictvím dobře placených provizí. Podle Layerova předpokladu ke stěhování do Fuggerei došlo z důvodu, že k pozici mistra stavitele ve Fuggerei příslušelo právo i bydlet ve Fuggerei ve zvýhodněné variantě bydlení. Pamětní deska na jeho domě na Mittlere Gasse Nr. 14 ve Fuggerei ho připomíná dodnes.

### Manželství a potomci
Franz Mozart byl od února 1678 ženatý s Annou Haerrerovou z Oberbuchu u Isenu. V manželství se narodili dva synové a dcera. Syn Franze Mozarta Johann Georg Mozart (1679–1736) byl po smrti svého otce pod opatrovnictvím svého strýce Hanse Georga Mozarta. Vyučil se knihařskému řemeslu a stal se otcem Leopolda Mozarta a dědečkem Wolfganga Amadea Mozarta. Jeho druhý syn, pojmenovaný po dědovi, Franz Mozart se stal sochařem. Předpokládá se, že po otcově smrti byl poslán do Vídně ke svému strýci Johannu Michaelovi, aby se u něho vyučil sochařem.